# 越田咲
越田 咲 (こえだ さき、1999年5月14日 -  ）は日本のアイドル。宮城県出身。芸能事務所Once Promotion所属。

## 概要
栃木テレビ放送「パツイチ～一発当てたい～」より誕生したアイドルユニット「パツイチ☆モンスター」の仙台拠点ユニット「TEAMパチ☆モン」で活動している。